# خليل الحلو
خليل بن داوود بن خليل بن داوود الحلو ولد 1220هـ وهو عالم دين فلسطيني نشأ في مدينة غزة حنفي المذهب طلب العلم بغزة ورحل إلى الجامع الأزهر في حدود سنة 1240هـ وأقام بها مدة وأخذ عن الشيخ الباجوري والشيخ أحمد التميمي وأضرابهما وتضلع في العلوم التي اشتغل بتحصيلها وكان يغلب عليه علم الفقه والفرائض وله رسالة مفيدة في التقسيم الكسور مخطوط وشرح على مولد العلامة ابن حجر العسقلاني.

## وظائفه
1. امام وخطيب بجامع ابن عثمان في غزة
2. تعين عضوآ في مجلس الإدارة مرتين وحمدت سيرته بين الناس
3. كان خليفة في الطرق الصوفية واتخذ له زاوية بغرفة كبيرة بمسجد الطواش بمحلة الشجاعية

## وفاته
توفي في 7 محرم 1296 هجري.